# Számeh Szaíd
Számeh Szaíd Mudzsbel el-Maamúri (arabul: سامح سعيد مجبل المعموري; Bagdad, 1992. május 26. –) iraki labdarúgó, az élvonalbeli Bagdad FC hátvédje. Bátyjai Számál Szaíd és Számer Szaíd.

## Pályafutása

### A válogatottban
2014. szeptember 4-én mutatkozott be az iraki válogatottban a Peru elleni barátságos mérkőzésen. Részt vett a  2015-ös Ázsia-kupán, ahol Irak a negyedik helyet szerezte meg.